# Піскунов Фортунат Михайлович
Піскунов Фортунат Михайлович — лексикограф, етнограф і літературознавець 2-ї половини 19 ст. Основною його працею є «Словниця української (або Югової-Руської) мови» (О., 1873). У цьому словнику правопис фонетичний, але порядок літер за латинським алфавітом. Подано бл. 8 000 українських реєстрових слів, є 12 додатків: «Национальные имена украинцев», «Национальные имена украинок» та ін. Пізніше він ознайомився з «Словарем малороссійских идіомов» Закревського і приєднав його до своєї праці.

2-е видання, значно перероблене і розширене, вийшло під назвою «Словникь живоі народнеі, пісьменноі і актовоі мови руськихь югівщань Россійськоі і Австро-Венгерськоі цесарії» (К., 1882). Воно містить понад 15 000 українських реєстрових слів, уже без додатків.
У 1876 році видав альманах «Чайка: Український (або юго-руський) альбом пісень, дум, казок, байок, віршів і то-що».